# 原田節子
原田 節子（はらだ せつこ、1957年 - ）は、日本の実業家、株式会社原田・ガトーフェスタ ハラダ専務取締役。

## 経歴
1979年3月、立教大学経済学部経営学科卒業。同年4月、父親の経営する有限会社原田に入社。1998年、同社専務取締役に就任。家業である和洋菓子・製パン業が業績低迷する中、ラスクづくりを思い立つ。2000年に新商品・ラスクを販売するにあたり、洋菓子部門を「ガトーフェスタ ハラダ」として新設する。2003年株式会社原田に社名変更し、同社専務取締役に就任。